# Palacio Sándor
El Palacio Sándor es un edificio histórico en Budapest (Hungría) que, desde el 22 de enero de 2003 es la residencia oficial del presidente de la república y su despacho. Fue obra de los arquitectos Mihály Pollack y Johann Aman.